# Knickebein (Funkfeuer)

Karte der Knickebein-Standorte

Das „Knickebein“-Verfahren war ein zu Beginn des Zweiten Weltkriegs von Bombern der deutschen Luftwaffe zur Zielfindung verwendetes Funk-Leitstrahl-System. Es wurde von der Firma Telefunken aus dem X-Verfahren entwickelt, das wiederum auf dem Lorenz-Landeverfahren aufbaute.

## Funktionsweise

Knickebein-Antenne

Prinzip von Knickebein. Befindet sich das Flugzeug im Leitstrahl hört der Funker einen durchgehenden Ton, andernfalls lange oder kurze Morsezeichen.

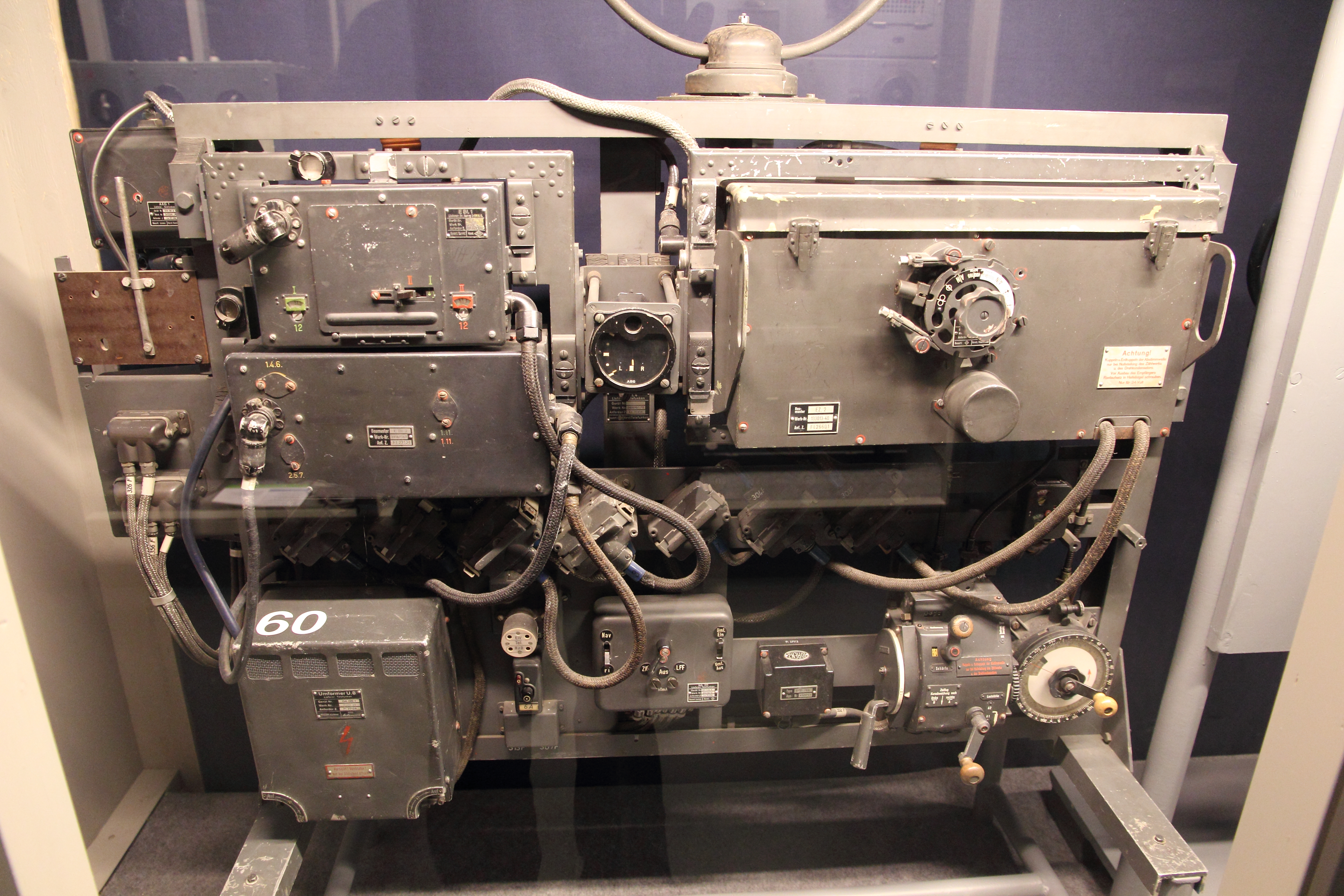
Funk-Landeanlage FuBl 1 mit Leitstrahl-empfänger EBl 1 oben links, darunter der Einflugzeichenempfänger EBl 2 und unten links ein Umformer Typ U8 zur Erzeugung der Anodenspannung. Nicht zur Anlage gehört der Peilempfänger EZ 2 oben rechts. Mittig oben das im Sichtbereich des Piloten zu installierende Anzeigegerät für Funk- navigation vom Typ AFN 1.

„Knickebein“ wurde bei deutschen Nachtangriffen in der Anfangsphase der Luftschlacht um England eingesetzt. Damit konnten einzelne Flächenziele in einer Entfernung von 250 km in einem Zielkreis von ± 1500 m mit ausreichender Genauigkeit getroffen werden.
Anders als beim bereits eingeführten X-Verfahren, für das separate Bordgeräte nötig waren, nutzte „Knickebein“ die in den Flugzeugen ohnehin vorhandenen Lorenz-Funk(blind)landeanlagen „FuBl 1“ im Frequenzbereich 30–33 MHz. Für größere Zielentfernungen kam später die Anlage „FuBl 2“ mit dem empfindlicheren „Superhet“-Leitstrahlempfänger vom Typ „EBl 3“ (anstelle des Zweikreis-Geradeausempfängers „EBl 1“) zum Einbau. Wegen des Wegfalls von zusätzlichen Bordgeräten, die noch beim X-Verfahren nötig waren, brauchten die Bordfunker/Bombenschützen für den Einsatz keine aufwendige Einweisung.

## Sendestellen
Für die nächtlichen Luftangriffe auf England wurden zunächst drei Knickebein-Sendestellen auf dem Klever Berg (siehe Tabelle), auf dem Stollberg und bei Maulburg auf eine zu bombardierende Stadt ausgerichtet; später kamen weitere hinzu. An folgenden Standorten wurden Sendestellen gebaut:
| Nr. | Ø [m] 1 | Standort                                 | Land | Koordinaten                     | Ortsbeschreibung                                    |
| --- | ------- | ---------------------------------------- | ---- | ------------------------------- | --------------------------------------------------- |
| K1  | 30      | Klepp                                    | N    | 58° 46′ 12,3″ N, 5° 37′ 11″ O   | 22 km süd-südwestlich von Stavanger                 |
| K2  | 95      | Stollberg                                | D    | 54° 38′ 40″ N, 8° 56′ 40″ O     | 3 km nord-nordwestlich von Bredstedt                |
| K3  | 30      | Julianadorp                              | NL   | 52° 54′ 47,8″ N, 4° 43′ 0,5″ O  | 5 km süd-südwestlich von Den Helder                 |
| K4  | 95      | Kleve-Materborn                          | D    | 51° 47′ 19,5″ N, 6° 6′ 13,2″ O  | 58 km nordwestlich von Duisburg                     |
| K5  | 30      | Bergen op Zoom                           | NL   | 51 27' 03" N 4 18' 00 O         | 50 km süd-südwestlich von Rotterdam                 |
| K6  | 30      | Mont Violette                            | F    | 50° 37′ 2,4″ N, 1° 40′ 56,5″ O  | 13 km süd-südöstlich von Boulogne-sur-Mer           |
| K7  | 30      | Greny                                    | F    | 49 56' 55" N 1 17' 31"          | 16 km ost-nordöstlich von Dieppe                    |
| K8  | 30      | Mont Pinçon nördlich Le Plessis-Grimoult | F    | 48° 58′ 31,3″ N, 0° 37′ 27,6″ W | 30 km südwestlich von Caen                          |
| K9  | 30      | Beaumont-Hague                           | F    | 49° 40′ 24,4″ N, 1° 51′ 9,2″ W  | 16 km west-nordwestlich von Cherbourg               |
| K10 | 30      | Sortosville-en-Beaumont                  | F    | 49° 25′ 5,8″ N, 1° 42′ 32,6″ W  | 25 km süd-südwestlich von Cherbourg                 |
| K11 | 30      | Saint-Fiacre bei Plestin-les-Grèves      | F    | 48 39' 59" N 3 43' 49" O        | 17 km ost-nordöstlich von Morlaix                   |
| K12 | 95      | Maulburg                                 | D    | 47° 38′ 2,4″ N, 7° 45′ 47,9″ O  | 8 km ost-nordöstlich von Lörrach                    |
| K13 | 30      | Noto                                     | I    | 36 55' 52 N 14 58' 48.90 O      | 27 km südwestlich von Syrakus (nicht fertig gebaut) |

## Gegenmaßnahmen
Hauptsächlich der britische Physiker Reginald Victor Jones analysierte die Funktion des Knickebein-Systems. Hierbei wurde er durch entzifferte Funksprüche der Luftwaffe unterstützt, die er von seinem Landsmann Frederick Norman aus Bletchley Park erhielt. Ein besonders ausgerüstetes Royal-Air-Force-Flugzeug vom Typ Avro Anson erfasste am 21. Juni 1940 gerichtete Funkwellen aus dem Gebiet des Deutschen Reichs, die sich über dem Rolls-Royce-Stammwerk in Derby kreuzten. Dort stellte das Unternehmen hauptsächlich „Merlin“-Flugmotoren her.
Bereits im gleichen Jahr 1940 konnte das Verfahren erfolgreich dadurch gestört werden, dass englische Radiosender ebenfalls das von den Knickebein-Anlagen verwendete Punkt-Morse-Signal aussendeten; dies irritierte die deutschen Flieger und brachte viele vom Kurs ab. Winston Churchill schrieb nach dem Krieg, die Gegenmaßnahmen 1940 hätten maßgeblich dazu beigetragen, die Effizienz der deutschen Flächenbombardements auf unter 20 Prozent zu drücken.
Die Wehrmacht reagierte auf die englischen Störmaßnahmen. Beispielsweise wurden die Knickebein-Sender aktiviert, ohne dass ein Angriff stattfand oder sie wurden erst kurz vor Angriffsbeginn eingeschaltet und die Briten konnten das Ziel des Angriffs nicht mehr rechtzeitig ermitteln. Alternativ wurden viele der Anlagen gleichzeitig in Betrieb genommen, so dass wiederum nicht das genaue Ziel ermittelt werden konnte.
Allerdings befanden sich nach der verlorenen Luftschlacht um England und der Aufgabe des Unternehmens Seelöwe die meisten Kampfflugzeuge der Luftwaffe ohnehin an der Ostfront.